# Ovesná kaše

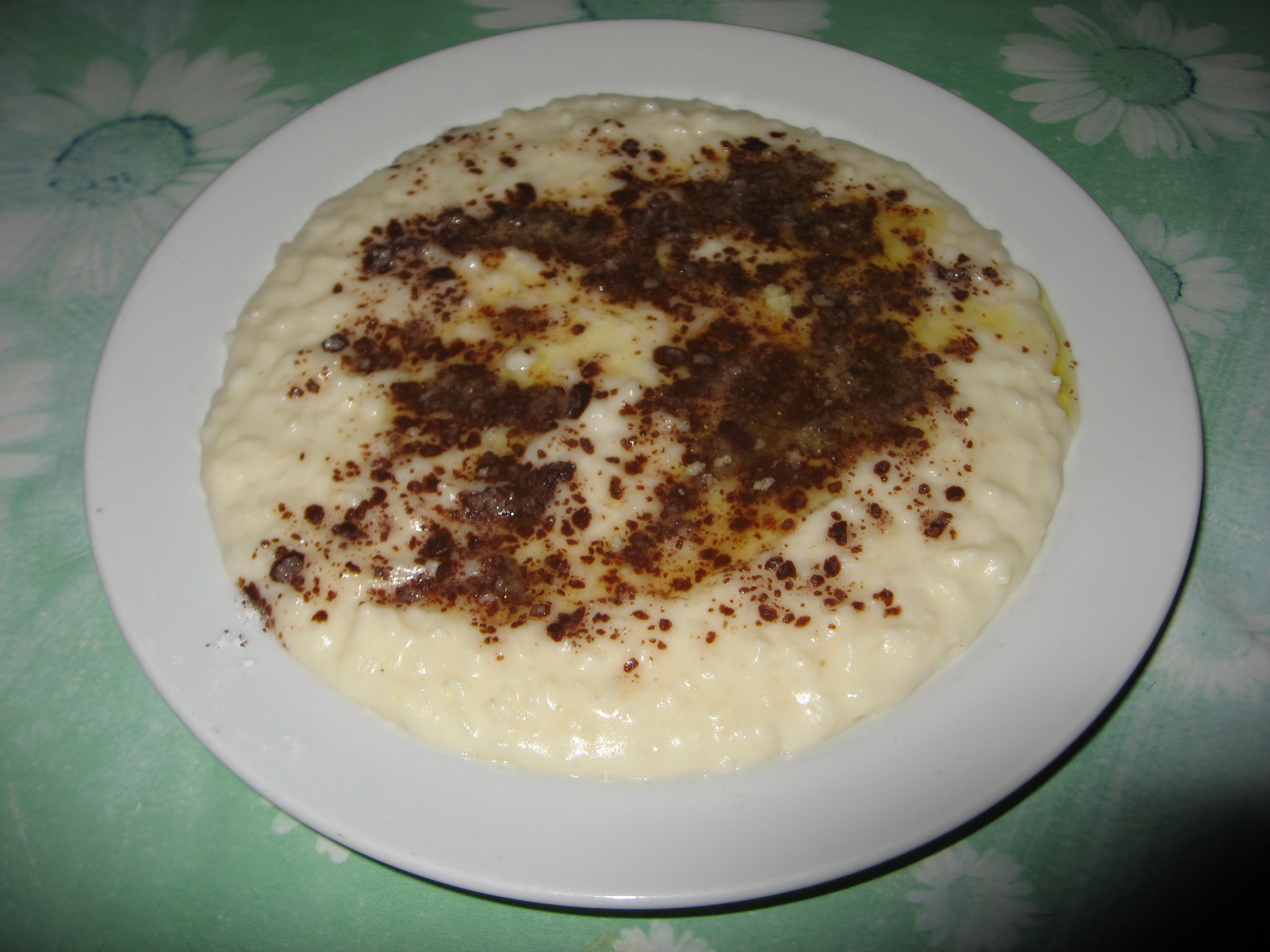
Ovesná kaše s kakaem

Ovesná kaše je teplý sladký pokrm. Skládá se z ovesných vloček, mléka nebo vody, obvykle cukru, případně soli a dalších variabilních přísad. Příprava spočívá v přisypání vloček do jemně osoleného vroucího mléka nebo vody. Vločky se nechají projít varem a kaše se pak nechá odstát.
Ovesná kaše se podává s rozpuštěným máslem, posypaná cukrem, kakaem, ovocem apod. Tyto přísady je možné přidat již během vaření.

## Historie
Obilné kaše jedly ve Střední Evropě už od pravěku všechny sociální vrstvy, základem stravy byly až do 18. století. Dělaly se slané i sladké, ty na sladko se dochucovaly ovocem nebo medem, od novověku i cukrem. Germáni vařili spíš ovesnou kaši, Slované dávali přednost kaším pšeničným nebo ječným.
Zrna na kaši se nejdřív drtila. V pravěku k tomu používaly dva různě zaoblené kameny. Po čase se začal používat kamenný mlýnek. Ve středověku se začaly stavět mlýny a mletí vloček byla specializovaná práce. Ve vyšších vrstvách se kaše mastila sádlem či slaninou. Dochucovala se různými bylinkami, například rozmarýnem, libečkem, petrželí, majoránkou, koprem.